# Rhion pallidum
Genre
Espèce
Rhion pallidum, unique représentant du genre Rhion, est une espèce d'araignées aranéomorphes de la famille des Dictynidae.

## Distribution
Cette espèce est endémique du Sri Lanka.

## Publication originale
- O. Pickard-Cambridge, 1871 : On some new genera and species of Araneida. Proceedings of the Zoological Society of London, vol. 1870, p. 728-747 (texte intégral).